# نيابة حجيف
نيابة حجيف نيابة جبلية من ضمن الحزام الأخضر في ظفار ، تتبع اداريا ولاية صلالة · وهي تقع في وسط سلسلة جبال ظفار · تبعد عن مدينة صلالة حوالي 45 كيلومترا. وتقع حجيف غرب نيابة قيرون حيريتي التابعة لولاية صلالة وتحدها من الغرب نيابة غدو ومن الشمال ولاية ثمريت ومن الجنوب سهل صلالة .

## مرافق خدمية في نيابة حجيف
يتوفر بها مركز اداري، به كل الوحدات الحكومية الخدمية التي تقدم للمواطن، وأيضا يقع في النيابة مركز صحي حجيف الذي يقدم جميع الخدمات الأولية الصحية · كما توجد عيادة حجيف البيطرية التي تقدم لمربي الحيوانات والماشية وتوفر جميع الأدوية التي يحتاجونها لماشيتهم بالإضافة إلى المدارس المنتشرة في النيابة منها، مدرسة حجيف للتعليم العام: 1 إلى 12 ومدرسة جحنين للتعليم الأساسي: 1 إلى 4 ومدرسة نحيز للتعليم العام: 1 إلى 12 ويتبع النيابة أيضا مركزان إداريان هما مركز جحنين ومركز إمبشق حيث يقدم هذان المركزان الخدمات الحكومية المختلفة · ويعبر النيابة طريق مسفلت حجيف – جحنين - أسير – صلالة. وتتوفر مجموعة من الآبار الارتوازية في مختلف مناطق النيابة لتوفير المياه لكل التجمعات السكانية التي تقع في نطاق النيابة.

## المناطق السياحية في نيابة حجيف
يوجد في النيابة عدة عيون ووديان جميلة وخلابة من أشهرها: وادي نحيز الذي يشتهر بالعيون المائية المختلفة وبطبيعة ساحرة تبهر الزائر إليه. وخلال فصل الخريف يتوافد إلى وادي نحيز عدد كبير من السياح من مختلف الدول العربية والأجنبية للاستمتاع وقضاء أجمل الأوقات في هذا الوادي الرائع. وكذلك يوجد بمنطقة نحيز كهف صحور الذي يعتبر من الأماكن السياحية ·